# Communauté de communes du canton d'Hucqueliers et environs
La communauté de communes du canton d'Hucqueliers et environs est une ancienne communauté de communes française, située dans le département du Pas-de-Calais et la région Nord-Pas-de-Calais, arrondissement de Montreuil.

## Historique
La communauté de communes a été créée au 1er janvier 1997 par arrêté préfectoral du 27 décembre 1996.
Elle fusionne avec la communauté de communes du canton de Fruges et environs pour former la communauté de communes du Haut Pays du Montreuillois au 1er janvier 2017.

## Territoire communautaire

### Géographie
L'intercommunalité regroupait les 24 communes du canton de Hucqueliers. Il s'agit de communes peu peuplées (toutes de moins de 550 habitants) situées dans le Haut pays d'Artois, dont la commune d'Maninghem constitue le point culminant avec ses 196 m. d'altitude.

### Composition
Elle était composée des communes suivantes :
| Nom                     | Code Insee | Gentilé          | Superficie (km2) | Population (dernière pop. légale) | Densité (hab./km2) |
| ----------------------- | ---------- | ---------------- | ---------------- | --------------------------------- | ------------------ |
| Aix-en-Ergny            | 62017      | Aixois           | 4,83             | 181 (2014)                        | 37                 |
| Alette                  | 62021      | Alettois         | 13,87            | 387 (2014)                        | 28                 |
| Avesnes                 | 62062      | Avesnois         | 3,00             | 46 (2014)                         | 15                 |
| Bécourt                 | 62102      | Bécourtois       | 6,03             | 273 (2014)                        | 45                 |
| Beussent                | 62123      | Beussentois      | 15,93            | 547 (2014)                        | 34                 |
| Bezinghem               | 62127      | Bezinghemois     | 13,15            | 369 (2014)                        | 28                 |
| Bimont                  | 62134      | Bimontois        | 6,81             | 113 (2014)                        | 17                 |
| Bourthes                | 62168      | Bourthois        | 22,33            | 858 (2014)                        | 38                 |
| Campagne-lès-Boulonnais | 62202      | Campagnards      | 13,28            | 593 (2014)                        | 45                 |
| Clenleu                 | 62227      | Clenleulois      | 7,26             | 196 (2014)                        | 27                 |
| Enquin-sur-Baillons     | 62296      | Enquinois        | 4,98             | 274 (2014)                        | 55                 |
| Ergny                   | 62302      | Ergnysiens       | 9,29             | 244 (2014)                        | 26                 |
| Herly                   | 62437      | Herlysiens       | 16,30            | 338 (2014)                        | 21                 |
| Hucqueliers             | 62463      | Hucquelois       | 7,62             | 515 (2014)                        | 68                 |
| Humbert                 | 62466      | Humbertois       | 7,85             | 229 (2014)                        | 29                 |
| Maninghem               | 62545      | Maninghois       | 3,93             | 151 (2014)                        | 38                 |
| Parenty                 | 62648      | Parentois        | 12,92            | 541 (2014)                        | 42                 |
| Preures                 | 62670      | Preurois         | 15,87            | 600 (2014)                        | 38                 |
| Quilen                  | 62682      | Quilennois       | 4,06             | 58 (2014)                         | 14                 |
| Rumilly                 | 62729      | Rumillyacois     | 7,04             | 246 (2014)                        | 35                 |
| Saint-Michel-sous-Bois  | 62762      | Saint-Michellois | 5,66             | 120 (2014)                        | 21                 |
| Verchocq                | 62844      | Verchocquois     | 15,56            | 661 (2014)                        | 42                 |
| Wicquinghem             | 62886      | Wicquingeois     | 6,80             | 242 (2014)                        | 36                 |
| Zoteux                  | 62903      | Zotelois         | 7,34             | 595 (2014)                        | 81                 |

## Politique et administration

### Siège
Le siège de la communauté de communes est à Hucqueliers, 14 Grand'Place

### Élus
La Communauté de communes est administrée par son Conseil communautaire dont les 41 membres du mandat 2014-2020 sont des conseillers municipaux représentant chacune des communes membres.
Le conseil communautaire du 18 avril 2014 a réélu son président, Jean-François Compiègne, maire de Hucqueliers, et désigné ses 7 vice-présidents, qui sont : 
1. Christophe Coffre, maire de Preures, chargé des travaux, de l'habitat et de l'urbanisme
2. Hervé Davelu, élu de Clenleu, chargé du développement économique, de l'éolien, et de l'informatique-nouvelles technologies
3. Annie Defosse, élue de Campagne-lès-Boulonnais, chargée de la culture, du sport, des loisirs, ainsi que de la contractualisation avec le Conseil général
4. Martial Hochart, élu de Verchocq, chargé du social (CIAS) et de la mutualisation des services communaux et intercommunaux
5. Constant Vasseur, maire d'Alette, chargé de l'environnement (ordure ménagères et SPANC) et de l'entretien des rivières
6. Philippe Leduc, maire de Maninghem, chargé de la zone artisanale, du monde Agricole-Ruralité, de la lutte contre les inondations et l'érosion
7. Danielle Ducrocq, élue de Bourthes, chargée du social (CCCH), des ressources humaines et de la communication[2],[3],[4].

Ensemble, ils forment le bureau de l'intercommunalité pour le mandat 2014-2020.
Le président Jean-François Compiègne est décédé en fonction le 8 mars 2015, et devra être remplacé dans ces fonctions, dont l'intérim est assuré par le 1er vice-président.

### Liste des présidents
| Période | Période      | Identité                | Étiquette | Qualité                                               |
| ------- | ------------ | ----------------------- | --------- | ----------------------------------------------------- |
| 2008    | 8 mars 2015, | Jean-François Compiègne |           | Maire de Hucqueliers (2008 → 2015) Décédé en fonction |

### Régime fiscal et budget
La communauté de communes perçoit la fiscalité professionnelle unique (FPU), ainsi que la redevance d'enlèvement des ordures ménagères (REOM).

## Pour approfondir